# Oberlandesgericht Karlsruhe

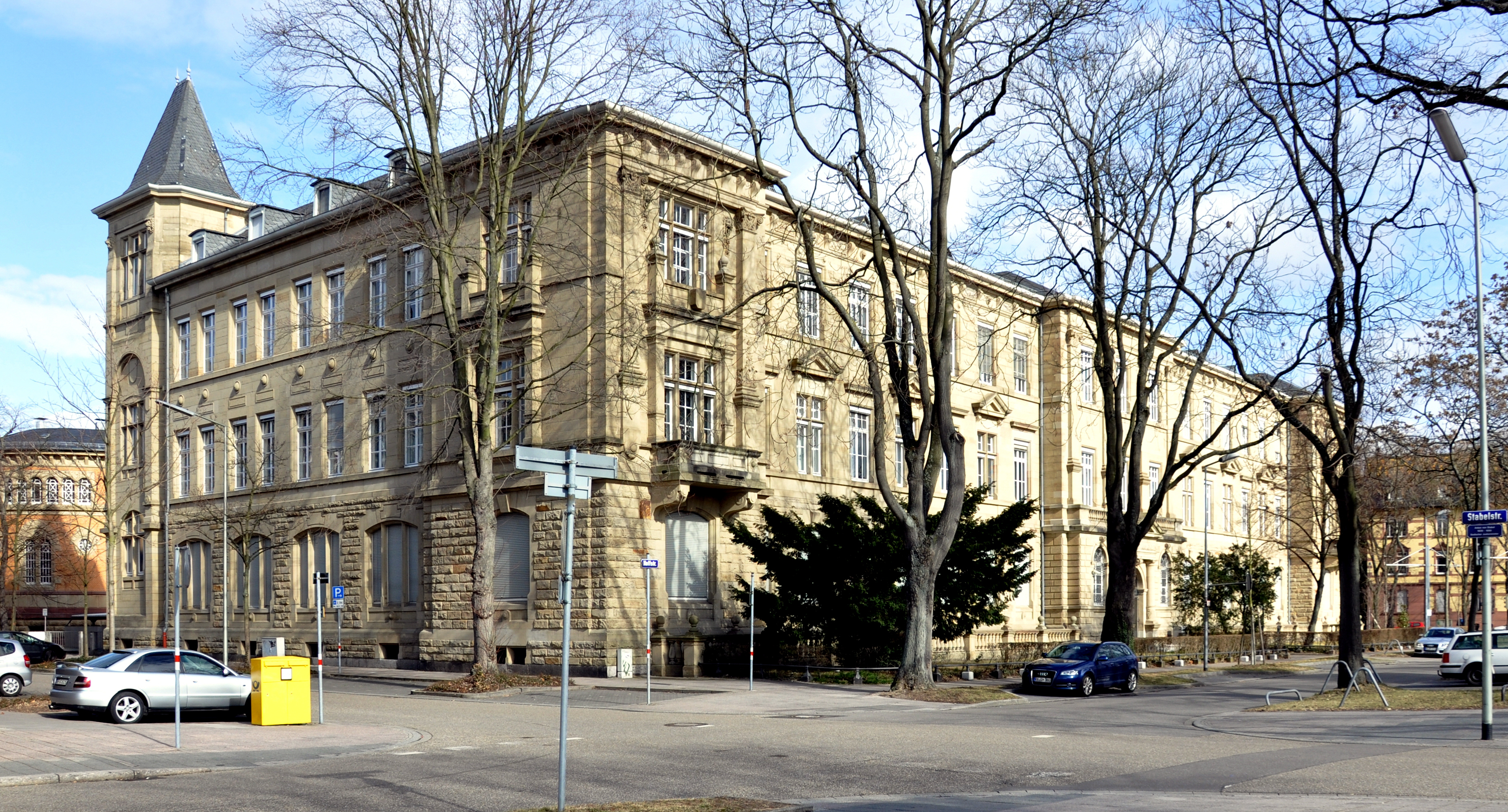
Oberlandesgericht Karlsruhe

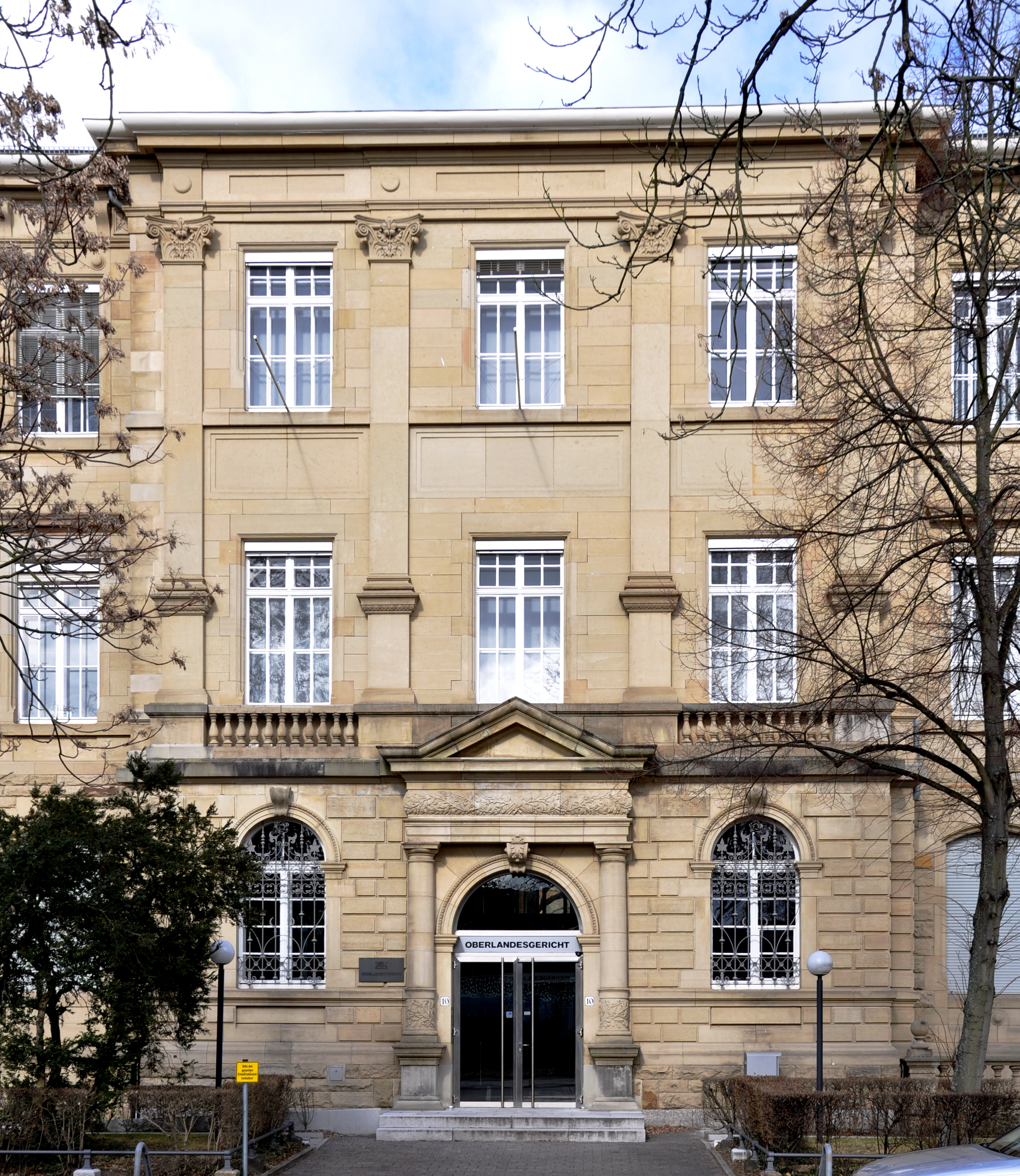
Oberlandesgericht Karlsruhe, Portal

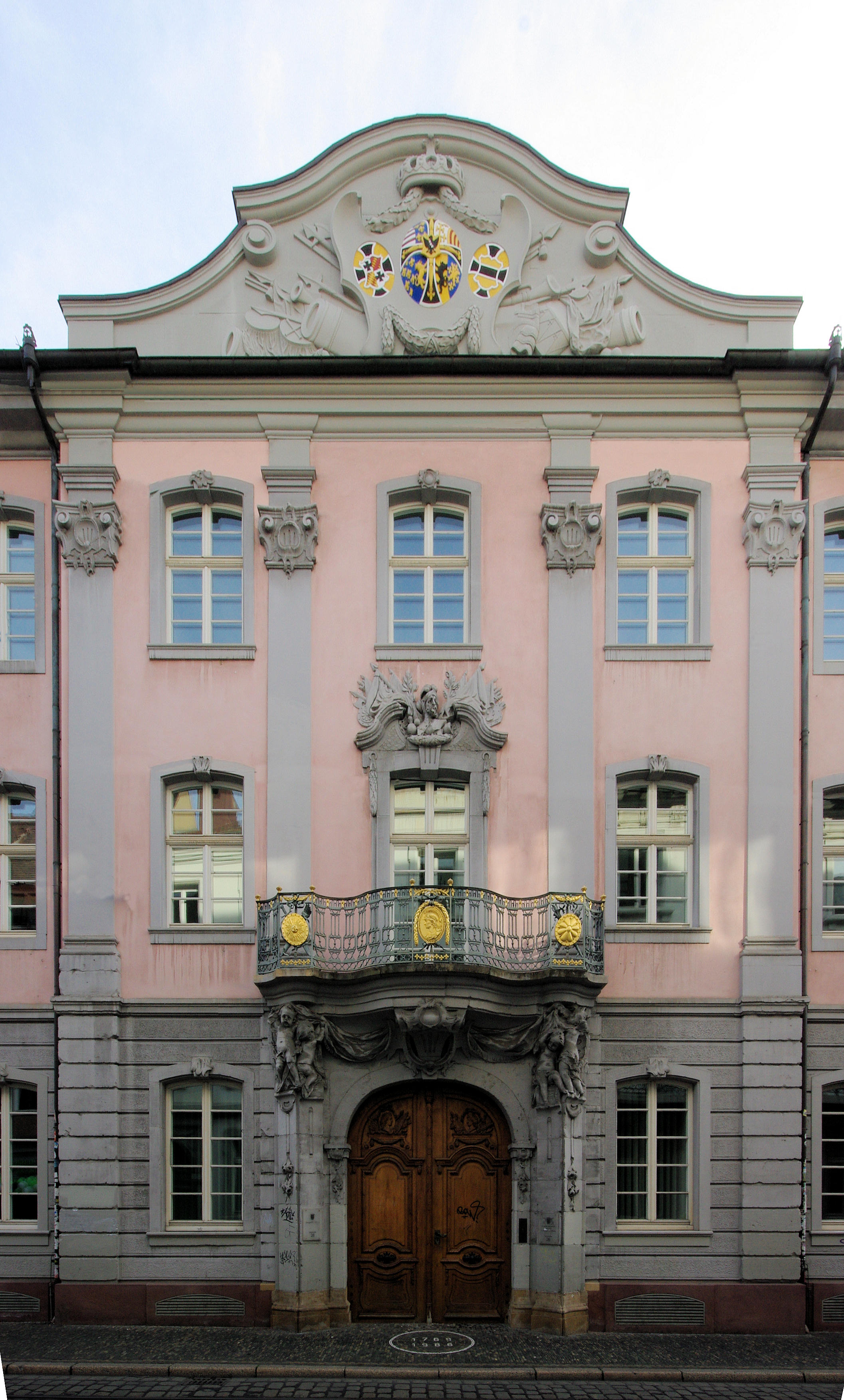
Außenstelle Freiburg im Breisgau (Zivilsenate)

Das Oberlandesgericht Karlsruhe (kurz OLG Karlsruhe) ist eines von zwei Oberlandesgerichten des Landes Baden-Württemberg. 

## Geschichte
Die Geschichte des Oberlandesgerichts Karlsruhe reicht zurück in das Jahr 1803. Mit der Kurwürde hatten die badischen Landesherrn auch die eigene Gerichtshoheit erlangt, so dass ein eigenes Obergericht errichtet werden musste, das die Bezeichnung Badisches Oberhofgericht führte und seinen Sitz zunächst bis 1810 in der früheren Residenz des Fürstbischofs von Speyer im Bruchsaler Schloss hatte, sodann bis 1879 im Mannheimer Schloss. Untergeordnet waren zunächst als Mittelinstanz vier Hofgerichte, an deren Stelle 1864 fünf Kreis- und Hofgerichte und sechs einfache Kreisgerichte traten. In erster Instanz entschieden die zur Verwaltung gehörenden Bezirksämter, aus denen 1857 die selbständigen Amtsgerichte ausgegliedert wurden. 
Im Zuge der Neuorganisation der Gerichtsbarkeit durch die Reichsjustizgesetze wurde das Oberhofgericht im Jahre 1879 in das Oberlandesgericht überführt und sein Sitz von Mannheim nach Karlsruhe verlegt; damals bestand die Richterschaft aus dem Präsidenten, zwei Senatsvorsitzenden und 18 Räten. Seit 1902 befindet sich das Oberlandesgericht am heutigen Standort in der Hoffstraße 10.
Als nach dem Zweiten Weltkrieg im südlichen Teil Badens in der französischen Besatzungszone ein eigenes Land Baden geschaffen worden war, war auch Freiburg im Breisgau für wenige Jahre Sitz eines Oberlandesgerichts, während Karlsruhe lediglich Außensenate des Oberlandesgerichts Stuttgart erhielt, die für Nordbaden zuständig waren. Bei Gründung des Südweststaates Baden-Württemberg im Jahre 1952 wurde Freiburg für den Funktionsverlust dadurch entschädigt, dass für Verfahren aus dem südbadischen Raum Außensenate, die Freiburger Senate des Oberlandesgerichts Karlsruhe, gebildet wurden.
Im Bezirk des Oberlandesgerichts Karlsruhe hat sich die Badische Aktenheftung bis heute erhalten.
Die erste Frau an der Spitze dieses Gerichts war von 2009 bis 2015 Christine Hügel.

## Gerichtsgebäude
Das Gebäude des Oberlandesgerichts Karlsruhe wurde 1898–1902 nach Plänen des Oberbaudirektors Josef Durm erbaut, nachdem sich der erst 1879 fertiggestellte Karlsruher Justizpalast als zu klein für die Unterbringung aller Justizbehörden erwies. Die in Manierismusformen italienischer und französischer Art gestaltete dreigeschossige Anlage, die sich südlich an das kurz zuvor errichtete Amtsgefängnis anschließt, besteht aus dem an der Hoffstraße gelegenen Hauptflügel und zwei Seitenflügeln; auf die Ausführung des ursprünglich geplanten vierten Flügels wurde verzichtet.
Die Fassade des Haupttraktes ist in zwei Seitenrisalite und einen triumphbogenartig gestalteten Mittelrisalit unterteilt. Der das Hauptportal und das Treppenhaus sowie die Sitzungssäle in den Obergeschossen umfassende Mittelpavillon war von einer Lichtkuppel gekrönt, die jedoch im Zweiten Weltkrieg zerstört und bei der Wiederherstellung lediglich durch einen schlichten Dachabschluss ersetzt wurde. Das Treppenhaus diente wiederholt als Kulisse für Gerichtsszenen in Fernsehfilmen.
In der Eingangshalle befindet sich seit 1928 ein Ehrenmal für die Kriegstoten des Ersten Weltkriegs mit der vom Karlsruher Bildhauer Karl Dietrich (1883–1954) geschaffenen Bronzefigur einer trauernden Justitia und Marmor-Gedenktafeln mit den Namen von 215 gefallenen Bediensteten der badischen Justiz (einschließlich der Notariate und der Rechtsanwaltschaft).
Im Zweiten Weltkrieg wurde das Gebäude durch Fliegerbomben beschädigt und danach aus Kostengründen mit deutlichen Einschränkungen wiederhergestellt.
Außensenate in Freiburg
Die Außensenate in Freiburg sind in der ehemaligen Deutschordenskommende in der Salzstraße untergebracht. Diese wurde nach der vollständigen Zerstörung in der Operation Tigerfish am 27. November 1944 von 1982 bis 1986 als Gerichtsgebäude wiederaufgebaut. Zuvor waren die Außensenate seit des durch die Gründung des Verwaltungsgerichtshofes Baden-Württemberg bedingten Auszuges des badischen Verwaltungsgerichtshofes 1959 im Colombischlössle untergebracht bis Raumnot den Neubau erforderlich machte.

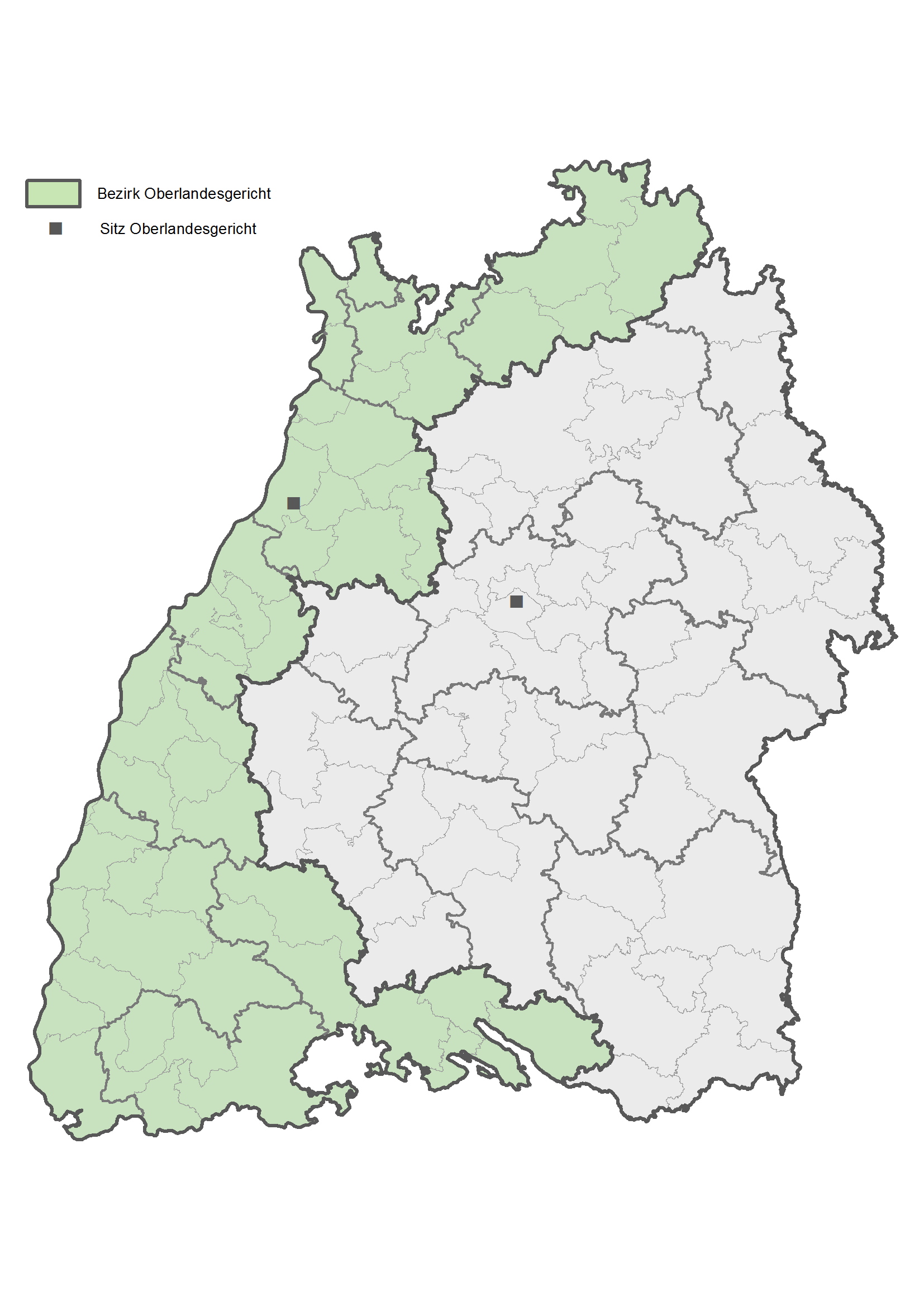
Gerichtsbezirk des OLG Karlsruhe in Baden-Württemberg (grün)

## Gerichtssitz und -bezirk
Seinen Sitz hat das Oberlandesgericht in Karlsruhe, daneben gibt es auswärtige Senate in Freiburg im Breisgau. Der Gerichtsbezirk umfasst die neun badischen Landgerichtsbezirke.
Im Bezirk des Oberlandesgerichts sind 7.906 Rechtsanwälte und Syndikusrechtsanwälte zugelassen (Stand: 1. Januar 2023).

## Zuständigkeit und Besetzung
Sachlich ist das Oberlandesgericht – neben zahlreichen Sonderzuständigkeiten – als Berufungs- und Beschwerdeinstanz für Zivil-, Familien-, Strafsachen sowie als Beschwerdeinstanz für Angelegenheiten der Freiwilligen Gerichtsbarkeit zuständig.
Am Gericht sind 91 Richter (davon ein Präsident, ein Vizepräsident und 21 Vorsitzende) tätig. Das Gericht hat drei Strafsenate (zugleich Senate für Bußgeldsachen), 20 Zivilsenate (davon fünf Familiensenate), zwei Senate für Landwirtschaftssachen, einen Kartell- und Vergabesenat, einen Senat für Baulandsachen sowie einen Senat für Steuerberater- und Steuerbevollmächtigtensachen. Daneben besteht beim Oberlandesgericht noch das Schifffahrtsobergericht und das Rheinschifffahrtsobergericht. Sieben Zivilsenate (davon zwei Familiensenate) und ein Senat für Landwirtschaftssachen sind in der Außenstelle des Oberlandesgerichts in Freiburg untergebracht; sie sind für die Rechtsmittel gegen Entscheidungen der südbadischen Gerichte (Landgerichtsbezirke Freiburg, Konstanz, Offenburg und Waldshut-Tiengen) zuständig.

## Präsidenten des Oberlandesgerichtes
Der Dienstvorstand des Oberlandesgerichts ist dessen Präsident, der durch den Vizepräsidenten des Oberlandesgerichts vertreten wird.
- 1879–1881: Hermann Obkircher
- 1881–1892: Friedrich Serger
- 1892–1899: Richard Schneider
- 1899–1909: Friedrich Neubronn von Eisenburg
- 1909–1915: Emil Christian Dorner
- 1915–1917: Adelbert Düringer
- 1918–1922: Johann Anton Zehnter
- 1923: Hermann Beck
- 1923–1929: Ernst Bernauer
- 1930–1937: Karl Buzengeiger
- 1937–1945: Heinrich Reinle
- 1953–1954: Wilhelm Martens
- 1955–1963: Max Silberstein
- 1963–1967 Wilhelm Müller
- 1967–1975 Kurt Goller
- 1975–1986 Karlheinz Keller
- 1986–1991 Wilhelm Gohl
- 1991–1998 Heinz Jordan
- 1998–2009: Werner Münchbach
- 2009–2015: Christine Hügel
- 2015–2022: Alexander Riedel
- seit 2023: Jörg Müller

## Über- und nachgeordnete Gerichte
Dem Oberlandesgericht Karlsruhe übergeordnet ist der Bundesgerichtshof; nachgeordnet sind die neun Landgerichte in Baden-Baden, Freiburg, Heidelberg, Karlsruhe, Konstanz, Mannheim, Mosbach, Offenburg und Waldshut-Tiengen mit den diesen Gerichten jeweils nachgeordneten Amtsgerichten. Daneben ist es den Rheinschifffahrtsgerichten Kehl, Mannheim und Mainz übergeordnet.